# Hjällbo
Hjällbo är en stadsdel och ett primärområde i stadsområde Nordost i Göteborgs kommun, belägen i nordöstra Göteborg. Stadsdelen har en areal på 927 hektar.

## Historia
Fornminnen: Gravområde från järnåldern, en sk domarring, och en hålväg i ädelskogsområdet.
På tidigare bergs- och jordbruksmark, som inkorporerades från Angereds kommun 1967, byggdes åren 1966-1970 omkring 2 600 lägenheter i 3- och 7-vånings lamellhus och radhus. Byggherrar var kommunala bostadsbolag. Det första spadtaget för Hjällbo togs 1965 av Torsten Henrikson. Området finansierades av statliga lån som del av Miljonprogrammet. Här fanns vid färdigställandet 1969 utöver bostäder skolor, förskolor, kyrka, bibliotek, fritidsgård, läkarmottagning och ett köpcentrum.

## Bebyggelse
Stadsdelen har ett byggnadsminne – Lärjeholms gård – vars historia går tillbaka till mitten av 1400-talet. De nuvarande byggnaderna lät amiralen Claes Adam Wachtmeister uppföra i slutet av 1700-talet.
2001 restaurerades och moderniserades hela Hjällbo torg. 

## Utbildning
Det finns tre skolor i Hjällbo, Bläseboskolan med lågstadium och mellanstadium, Bergsgårdsskolan med låg-, mellan- och högstadium och Hjällboskolan med högstadium. I stadsdelen finns även ett fritidshem (Hjällbo fritidsgård Hemmaplan), en förskola och ett folkbibliotek. Sedan augusti 2017 delar Hjällboskolan lokaler med Bläseboskolan.

## Sport
I Hjällbo finns idrottsplatsen Bläsebovallen. Idrottsplatsen har en konstgräsplan och en gräsplan. Vallen är för tillfället Angered MBIK:s hemmaplan. Klubben har även en klubbstuga med omklädningsrum och en inomhushall på platsen.
Gunnilse IS hemmaarena, Hjällbovallen, ligger 1 km nordväst om Hjällbo Centrum.

## Kända personer från Hjällbo
- Amin Affane (född 1994),  fotbollsspelare
- Inday Ba (1972–2005), svensk-brittisk skådespelare
- Jennifer Brown (född 1972), sångerska, låtskrivare och skådespelare
- Javiera Muñoz  (1977–2018), sångerska
- Khaddi Sagnia (född 1994), friidrottare, tresteg och längdhopp
- Isak Ssewankambo (född 1996),  fotbollsspelare

## Nyckeltal

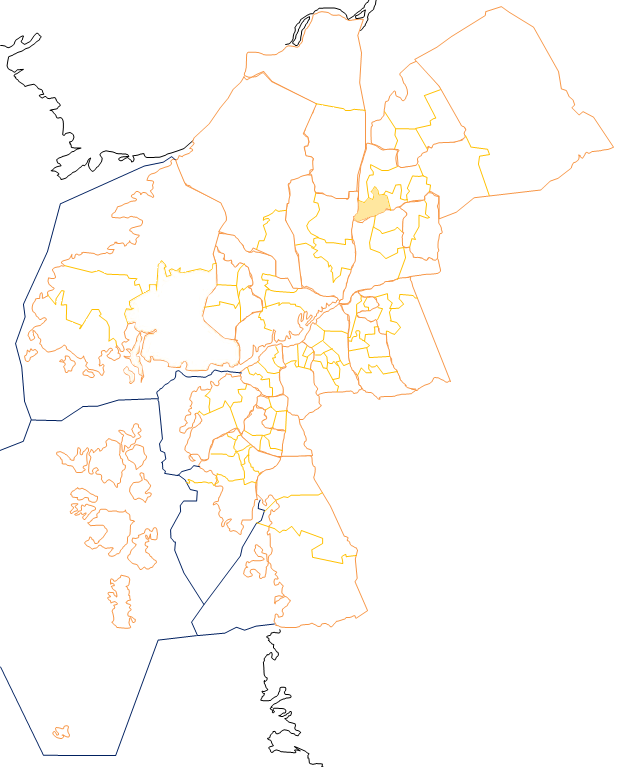
Hjällbo

Nyckeltalen redovisar statistik som beskriver Göteborg och dess 96 delområden, primärområden, per den 31 december och kan användas för att jämföra de olika områdena. Nedan redovisas uppgifter för primärområdet och jämförelse görs mot uppgifterna för hela kommunen.
|                                                           | Hjällbo    | Hela Göteborg |
| --------------------------------------------------------- | ---------- | ------------- |
| Folkmängd                                                 | 7 390      | 587 549       |
| Befolkningsförändring 2020–2021                           | -92        | +4 493        |
| Andel födda i utlandet                                    | 59,8 %     | 28,3 %        |
| Andel utrikes födda eller med två utrikes födda föräldrar | 90,5 %     | 38,1 %        |
| Medelinkomst                                              | 197 500 kr | 332 400 kr    |
| Arbetslöshet                                              | 18,0 %     | 6,6 %         |
| Antal ersatta dagar från F-kassan per person (16-64 år)   | 25,5       | 19,5          |
| Andel med eftergymnasial utbildning (minst 3 år)          | 14,2 %     | 37,9 %        |
| Andel bostäder byggda 1961–1970                           | 96,2 %     |               |
| Andel bostäder i allmännyttan                             | 91,2 %     | 25,9 %        |
| Antal färdigställda bostäder 2021                         | 0          |               |
| Andel bostäder i småhus                                   | 8,8 %      | 18,3 %        |

## Stadsområdes- och stadsdelsnämndstillhörighet
Primärområdet tillhörde fram till årsskiftet 2020/2021 stadsdelsnämndsområdet Angered och ingår sedan den 1 januari 2021 i stadsområde Nordost.

## Kriminalitet
Hjällbo är ur brottssynpunkt ett problemområde och klassas sedan 2015 av polisen som särskilt utsatt område.

## Se även

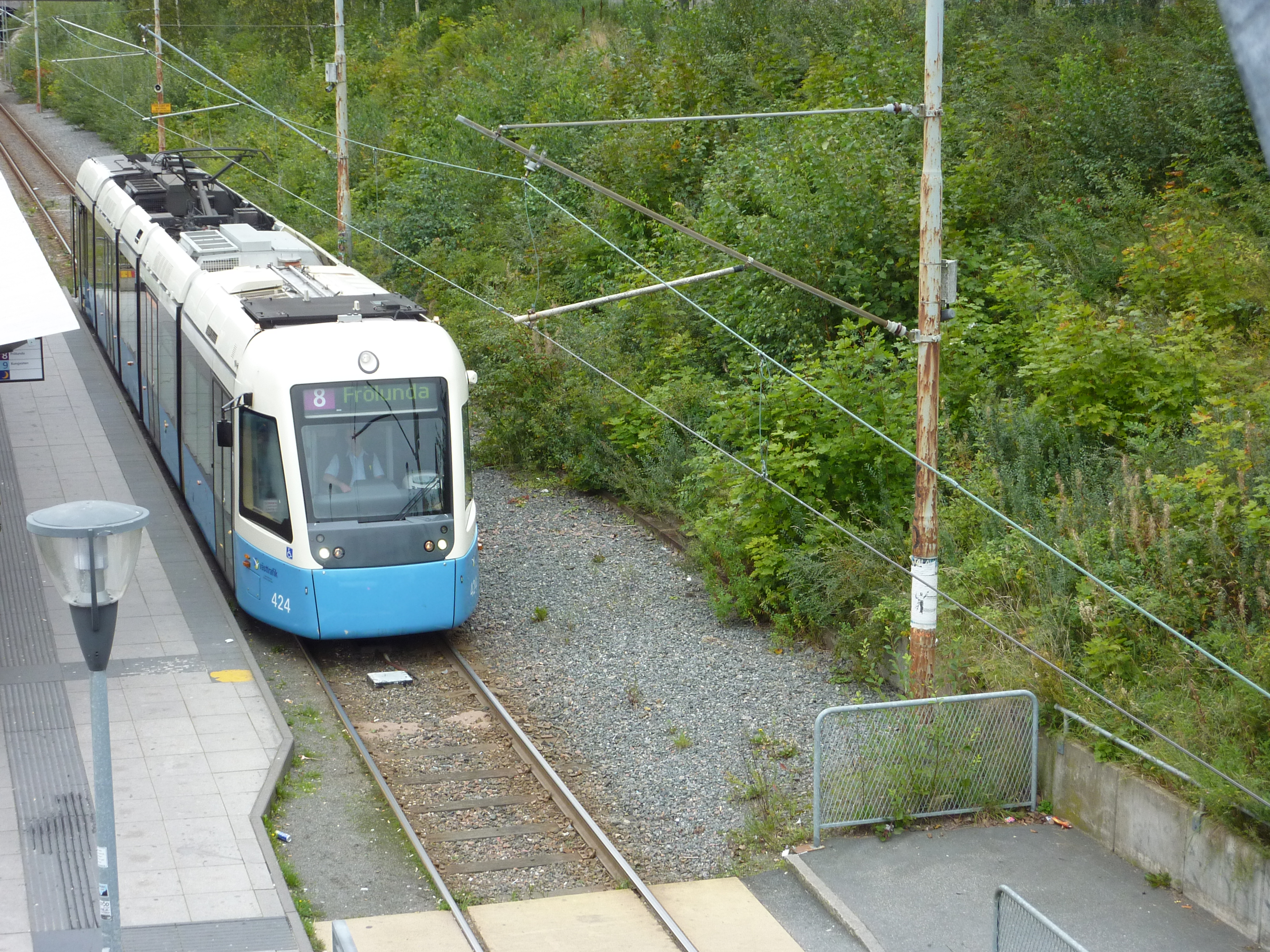
Linje 8 i Hjällbo.